# Brentwood (Misuri)
Brentwood es una ciudad ubicada en el condado de San Luis en el estado estadounidense de Misuri. En el Censo de 2010 tenía una población de 8055 habitantes y una densidad poblacional de 1.583,53 personas por km².

## Geografía
Brentwood se encuentra ubicada en las coordenadas 38°37′10″N 90°20′51″O / 38.61944, -90.34750. Según la Oficina del Censo de los Estados Unidos, Brentwood tiene una superficie total de 5.09 km², de la cual 5.09 km² corresponden a tierra firme y (0%) 0 km² es agua.

## Demografía
Según el censo de 2010, había 8055 personas residiendo en Brentwood. La densidad de población era de 1.583,53 hab./km². De los 8055 habitantes, Brentwood estaba compuesto por el 87.49% blancos, el 3.1% eran afroamericanos, el 0.1% eran amerindios, el 6.79% eran asiáticos, el 0.01% eran isleños del Pacífico, el 0.6% eran de otras razas y el 1.91% pertenecían a dos o más razas. Del total de la población el 2.77% eran hispanos o latinos de cualquier raza.